# Noisseville

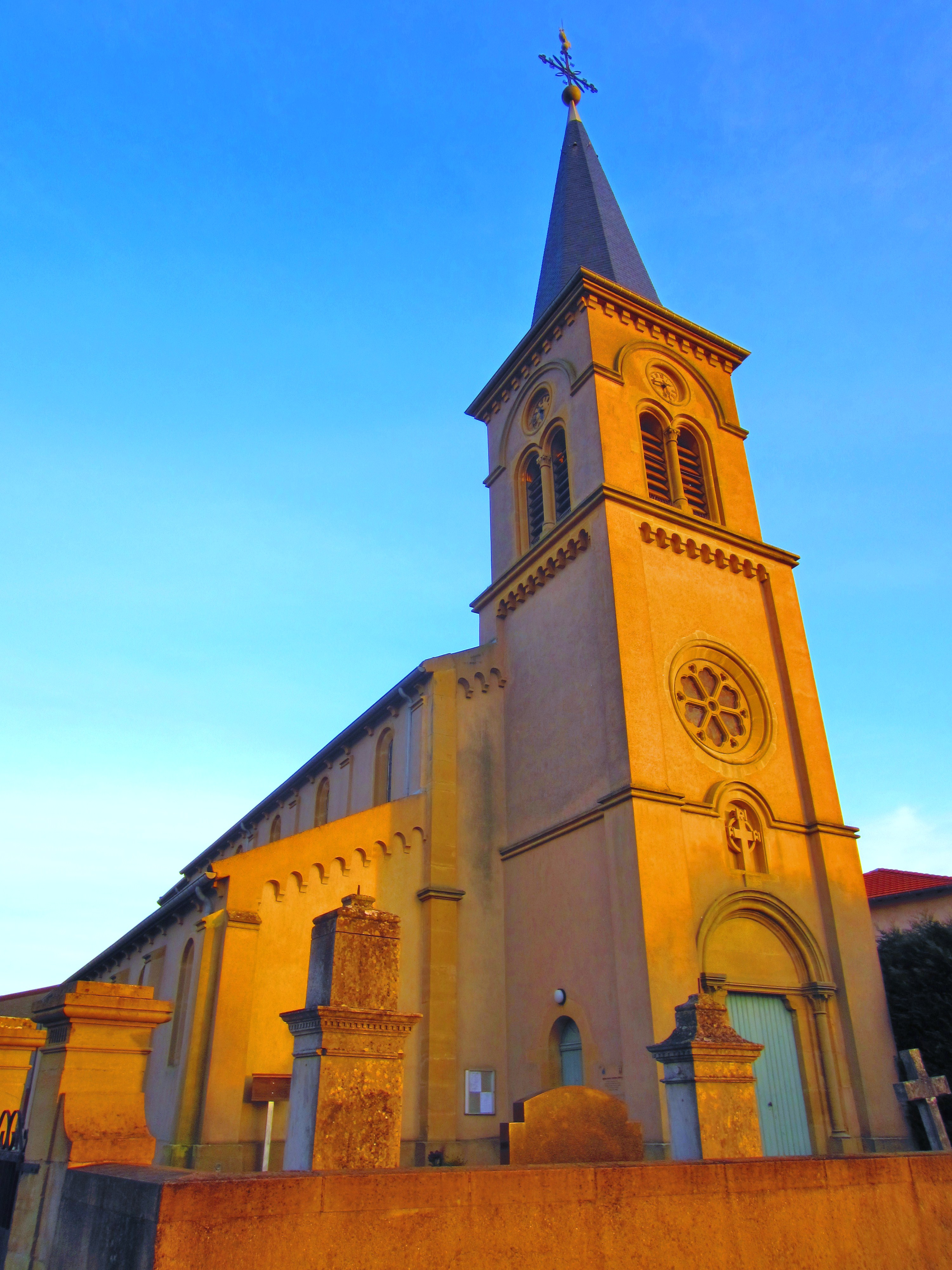
Kirche der Translation des Hl. Stephan

Noisseville ist eine französische Gemeinde mit 1.103 Einwohnern (Stand 1. Januar 2022) im Département Moselle in der Region Grand Est (bis 2015 Lothringen). Sie gehört zum Arrondissement Metz.

## Geographie
Die Gemeinde Noisseville liegt acht Kilometer östlich von Metz und acht Kilometer südlich von Vigy.
Von der Autoroute A 4 (Straßburg–Paris) zweigt in Noisseville die Autoroute A314 nach Metz und zur Metzer Südostumfahrung ab.

## Geschichte
Der Ort wurde erstmals 1160 als Noacivilla erwähnt. Die Ortschaft gehörte früher zum Bistum Metz.
Wolke und Arm in Gemeindewappen sind die Attribute des Kapitels der Kathedrale von Metz, zu dem die Herrschaft von Noisseville gehörte. Das Kreuz und das Schwert symbolisieren den Widerstand und erinnern an die Schlacht von 1870 und das Kriegerdenkmal, das am 4. Oktober 1908 eingeweiht wurde.
Das im französischsprachigen Teil Lothringens gelegene Dorf wurde 1552 zusammen mit der Metzer Region von Frankreich besetzt und annektiert, das sich den Besitz im Westfälischen Frieden bestätigen ließ.
Hier fand im Deutsch-Französischen Krieg 1870 die Schlacht von Noisseville statt.
Durch den Frankfurter Frieden vom 10. Mai 1871 kam die Region an Deutschland und das Dorf wurde dem Landkreis Metz im Bezirk Lothringen des Reichslandes Elsaß-Lothringen zugeordnet. Am 4. Oktober 1908 wurde hier ein Denkmal zu Ehren der französischen Gefallenen feierlich und unter großer Anteilnahme der Bevölkerung eingeweiht.
Nach dem Ersten Weltkrieg musste die Region aufgrund der Bestimmungen des Versailler Vertrags 1919 an Frankreich abgetreten werden. Im Zweiten Weltkrieg war die Region von der deutschen Wehrmacht besetzt und stand unter deutscher Verwaltung.
Von 1940 bis 1944 trug der Ort den amtlichen Namen Neußenheim.

### Bevölkerungsentwicklung
| Jahr      | 1962 | 1968 | 1975 | 1982 | 1990  | 1999 | 2007 | 2019 |
| Einwohner | 195  | 232  | 525  | 956  | 1.010 | 935  | 998  | 1072 |

## Belege
1. 1 2  Eugen H. Th. Huhn: Deutsch-Lothringen. Landes-, Volks- und Ortskunde, Stuttgart 1875, S. 308 (google.books.de).
2. ↑  Wappenbeschreibung auf genealogie-lorraine.fr (französisch)